# Roepera humillima
Roepera humillima är en pockenholtsväxtart som först beskrevs av Max Koch och Tate, och fick sitt nu gällande namn av Beier & Thulin. Roepera humillima ingår i släktet Roepera och familjen pockenholtsväxter. Inga underarter finns listade i Catalogue of Life.